# Sägmühl (Rehling)
Sägmühl ist ein Gemeindeteil von Rehling im schwäbischen Landkreis Aichach-Friedberg in Bayern. Der Weiler liegt circa 500 Meter südlich von Rehling.

## Geschichte
Ende des 15. Jahrhunderts errichteten Stephan von Gumppenberg und seine Gemahlin Elisabeth ein kleines Spital.
Im Jahr 1752 bestand die Ortschaft aus drei fast besitzlosen Sölden, die zur Herrschaft Rehling gehörten.
Der Gemeindeteilname wurde durch das Landratsamt Aichach-Friedberg mit Bescheid vom 13. März 2009 von Sägmühle in Sägmühl geändert.